# Sonny Napolitano

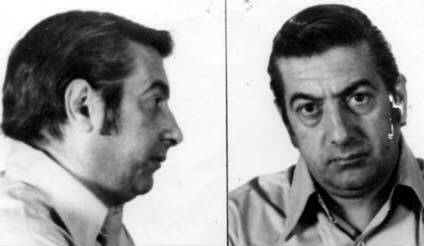
Dominick „Sonny Black” Napolitano na zdjęciu wykonanym przez FBI.

Dominick Napolitano, pseud. Sonny Black i Mr. Blackstein (ur. 16 czerwca 1930, zm. 17 sierpnia 1981) – capo rodziny Bonanno. Zyskał popularność po konspiracyjnej misji agenta FBI w szeregach mafii, działającego pod pseudonimem Donnie Brasco.

## Życiorys
Dominick „Sonny Black” Napolitano to jedna z ważniejszych postaci lat 80. w rodzinie Bonanno. Od młodych lat związany był ze strukturami przestępczymi nowojorskiego Brooklynu. Po przyjęciu go do rodziny Bonanno służył w oddziale capo Michaela Sabelli jako żołnierz. W 1979 roku był jednym ze spiskowców, którzy stali za morderstwem dotychczasowego szefa rodziny Bonanno, Carmine Galante. Po tej egzekucji Sonny Black zyskał status kapitana (capo), a jego kariera przestępcza nabrała tempa. Mniej więcej w tym samym czasie do jego oddziału trafił Benjamin Ruggiero, żołnierz rodziny, który wprowadził do ekipy Sonny’ego, Donniego Brasco. Siła Sonny’ego rosła wraz z kolejnymi działaniami przez niego podejmowanymi. Coraz bardziej wiązał się również z samym Brasco, widząc w nim duży potencjał. Zamierzał nawet zgłosić Brasco na listę osób, które mają oficjalnie stać się członkami Cosa Nostry. Pozycja Sonny’ego stawała się mocniejsza również z powodu jego współpracy z Phillipem Rustellim, pełniącym funkcję głowy rodziny (przebywał w tym czasie w więzieniu). Przewodnictwo Rustellego i rosnąca potęga Sonny’ego nie podobała się jednak pozostałym capo w szeregach rodziny co ostatecznie doprowadziło do rozbicia rodziny na dwie przeciwstawne frakcje. Sytuacja ta doprowadziła do użycia siły, w wyniku której zginęli kapitanowie z przeciwnej frakcji: Alphonse "Sonny Red" Indelicato, Phillip Giaccone i Dominick Trinchera. Udział w ich morderstwie brał m.in. Benjamin Ruggiero. Po wygranym konflikcie, wydawało się, że potęga Sonny’ego w łonie rodziny będzie niepodważalna. Był to jednak początek jego końca. Alphonse Indelicato miał bowiem syna, Anthony’ego, któremu udało się wymknąć z Nowego Jorku po morderstwie ojca. Sonny zlecił więc zamordowanie go Donniemu Brasco. Ten fakt zadecydował o zakończeniu operacji FBI w szeregach rodziny Bonanno. Po ujawnieniu się Brasco, posypały się oskarżenia, co w ostateczności doprowadziło do skazania około 100 członków mafii. Mafia uznała, iż Sonny Black jest winnym tej sytuacji.

## Śmierć
W wyniku tych wydarzeń, Sonny Black został zamordowany za to, że wprowadził do rodziny agenta FBI. 17 sierpnia 1981 roku został zaproszony na spotkanie do Bensonhurst, w Brooklynie. Wiedząc, że zostanie zabity, zostawił swoją biżuterię oraz klucze do mieszkania zaprzyjaźnionemu barmanowi, który miał się zająć gołębiami Sonny’ego (Sonny Black był hodowcą gołębi). Po 17 sierpnia Sonny Black zniknął. 12 sierpnia 1982 roku znaleziono ciało przy South Avenue i Bridge Street na Staten Island. Ciało było w tragicznym stanie, miało też odcięte dwie dłonie, tak więc konieczny był raport dentystyczny by stwierdzić tożsamość zmarłego. Po badaniach stwierdzono, iż odnalezione ciało to Dominick „Sonny Black” Napolitano. 

## Książka i film
Osoba Sonny’ego została szczegółowo opisana w książce Josepha D. Pistone, Donnie Brasco: My Undercover Life in the Mafia. W roku 1997 powstała adaptacja filmowa na podstawie książki Donnie Brasco. W rolę Napolitano wcielił się Michael Madsen.